# Torneo femenino de hockey sobre hierba en los Juegos Olímpicos de Sídney 2000
El torneo femenino de hockey en los Juegos Olímpicos de Sídney 2000 se realizó del 16 al 29 de septiembre de 2000 en el Parque Olímpico de Sídney. Compitieron 10 selecciones nacionales divididas en dos grupos.
Australia, que venía de ganar la edición anterior, obtuvo la medalla de oro por tercera vez tras derrotar a Argentina por 3-1 en la final. Los Países Bajos ganaron la medalla de bronce al derrotar a España por 2-0.

## Clasificación
Los cinco campeones continentales y el anfitrión recibieron un lugar en el torneo. Sumados a los cinco equipos clasificados a través del Torneo de Clasificación Olímpica, el total de la competición fue de diez selecciones.
| Fechas                            | Evento                           | Lugar                     | Clasificado(s)                                  |
| --------------------------------- | -------------------------------- | ------------------------- | ----------------------------------------------- |
| Anfitrión                         | Anfitrión                        | Anfitrión                 | Australia                                       |
| 8–18 de diciembre de 1998         | Juegos asiáticos de 1998         | Bangkok, Tailandia        | Corea del Sur                                   |
| 24 de julio – 4 de agosto de 1999 | Juegos Panamericanos 1999        | Winnipeg, Canadá          | Argentina                                       |
| 11–18 de septiembre de 1999       | Juegos Panafricanos de 1999      | Johannesburgo, Sudáfrica  | Sudáfrica                                       |
| 17–21 de septiembre de 1999       | Copa Oceanía 1999                | Sídney, Australia         | Australia                                       |
| 18–29 de septiembre de 1999       | Campeonato Europeo de 1999       | Colonia, Alemania         | Países Bajos                                    |
| 24 de marzo – 2 de abril de 2000  | Torneo de clasificación olímpica | Milton Keynes, Inglaterra | Nueva Zelanda Reino Unido Alemania España China |

## Equipos participantes
| Grupo A             | Grupo B             |
| ------------------- | ------------------- |
| Argentina (ARG)     | Alemania (GER)      |
| Australia (AUS)     | China (CHN)         |
| Corea del Sur (KOR) | Nueva Zelanda (NZL) |
| España (ESP)        | Países Bajos (NED)  |
| Reino Unido (GBR)   | Sudáfrica (RSA)     |

## Primera fase
Los primeros tres equipos de cada grupo alcanzan la siguiente fase.

### Grupo A
| Equipo              | J | G | E | P | GF | GC | DG | PTS |
| ------------------- | - | - | - | - | -- | -- | -- | --- |
| Australia (AUS)     | 4 | 3 | 1 | 0 | 9  | 3  | +6 | 10  |
| Argentina (ARG)     | 4 | 2 | 0 | 2 | 5  | 6  | -1 | 6   |
| España (ESP)        | 4 | 1 | 2 | 1 | 2  | 3  | -1 | 5   |
| Reino Unido (GBR)   | 4 | 1 | 1 | 2 | 5  | 5  | 0  | 4   |
| Corea del Sur (KOR) | 4 | 0 | 3 | 1 | 4  | 8  | -4 | 3   |

- Encuentros disputados

| Fecha | Hora¹ | Partido             | Partido | Partido             | Resultado |
| ----- | ----- | ------------------- | ------- | ------------------- | --------- |
| 16.09 | 08:30 | Corea del Sur (KOR) | -       | Argentina (ARG)     | 2 - 3     |
| 17.09 | 15:30 | Australia (AUS)     | -       | Reino Unido (GBR)   | 2 - 1     |
| 17.09 | 18:30 | Corea del Sur (KOR) | -       | España (ESP)        | 0 - 0     |
| 18.09 | 18:30 | Reino Unido (GBR)   | -       | Argentina (ARG)     | 0 - 1     |
| 19.09 | 15:30 | Australia (AUS)     | -       | España (ESP)        | 1 - 1     |
| 20.09 | 10:30 | Corea del Sur (KOR) | -       | Reino Unido (GBR)   | 2 - 2     |
| 20.09 | 20:30 | Australia (AUS)     | -       | Argentina (ARG)     | 3 - 1     |
| 21.09 | 10:30 | Argentina (ARG)     | -       | España (ESP)        | 0 - 1     |
| 22.09 | 15:30 | Australia (AUS)     | -       | Corea del Sur (KOR) | 2 - 2     |
| 22.09 | 20:30 | Reino Unido (GBR)   | -       | España (ESP)        | 2 - 0     |

- (¹) -  Hora local de Sídney (UTC+11)

### Grupo B
| Equipo              | J | G | E | P | GF | GC | DG | PTS |
| ------------------- | - | - | - | - | -- | -- | -- | --- |
| Nueva Zelanda (NZL) | 4 | 2 | 1 | 1 | 7  | 5  | +2 | 7   |
| China (CHN)         | 4 | 2 | 0 | 2 | 4  | 5  | -1 | 6   |
| Países Bajos (NED)  | 4 | 1 | 2 | 1 | 9  | 9  | 0  | 5   |
| Alemania (GER)      | 4 | 1 | 2 | 1 | 6  | 6  | 0  | 5   |
| Sudáfrica (RSA)     | 4 | 1 | 1 | 2 | 4  | 5  | -1 | 1   |

- Encuentros disputados

| Fecha | Hora¹ | Partido             | Partido | Partido             | Resultado |
| ----- | ----- | ------------------- | ------- | ------------------- | --------- |
| 16.09 | 10:30 | Alemania (GER)      | -       | Nueva Zelanda (NZL) | 1 - 1     |
| 17.09 | 15:30 | Países Bajos (NED)  | -       | China (CHN)         | 1 - 2     |
| 17.09 | 20:30 | Alemania (GER)      | -       | Sudáfrica (RSA)     | 2 - 1     |
| 18.09 | 20:30 | China (CHN)         | -       | Nueva Zelanda (NZL) | 0 - 2     |
| 19.09 | 13:30 | Países Bajos (NED)  | -       | Sudáfrica (RSA)     | 2 - 2     |
| 20.09 | 08:30 | Alemania (GER)      | -       | China (CHN)         | 1 - 2     |
| 20.09 | 18:30 | Países Bajos (NED)  | -       | Nueva Zelanda (NZL) | 4 - 3     |
| 21.09 | 18:30 | Nueva Zelanda (NZL) | -       | Sudáfrica (RSA)     | 1 - 0     |
| 22.09 | 13:30 | Países Bajos (NED)  | -       | Alemania (GER)      | 2 - 2     |
| 22.09 | 18:30 | China (CHN)         | -       | Sudáfrica (RSA)     | 0 - 1     |

- (¹) -  Hora local de Sídney (UTC+11)

## Segunda fase
Los dos primeros equipos disputan la final, mientras que los dos siguientes juegan el partido por el bronce.

### Grupo C
| Equipo              | J | G | E | P | GF | GC | DG  | PTS |
| ------------------- | - | - | - | - | -- | -- | --- | --- |
| Australia (AUS)     | 5 | 4 | 1 | 0 | 17 | 3  | +14 | 13  |
| Argentina (ARG)     | 5 | 3 | 0 | 2 | 13 | 7  | +6  | 9   |
| Países Bajos (NED)  | 5 | 2 | 0 | 3 | 8  | 14 | -6  | 6   |
| España (ESP)        | 5 | 1 | 3 | 1 | 5  | 5  | 0   | 6   |
| China (CHN)         | 5 | 1 | 1 | 3 | 4  | 10 | -6  | 4   |
| Nueva Zelanda (NZL) | 5 | 1 | 1 | 3 | 8  | 16 | -8  | 4   |

- Encuentros disputados

| Fecha | Hora¹ | Partido         | Partido | Partido             | Resultado |
| ----- | ----- | --------------- | ------- | ------------------- | --------- |
| 24.09 | 11:00 | España (ESP)    | -       | China (CHN)         | 0 - 0     |
| 24.09 | 14:00 | Argentina (ARG) | -       | Países Bajos (NED)  | 3 - 1     |
| 24.09 | 16:00 | Australia (AUS) | -       | Nueva Zelanda (NZL) | 3 - 0     |
| 25.09 | 13:30 | Argentina (ARG) | -       | China (CHN)         | 2 - 1     |
| 25.09 | 18:30 | Australia (AUS) | -       | Países Bajos (NED)  | 5 - 0     |
| 25.09 | 20:30 | España (ESP)    | -       | Nueva Zelanda (NZL) | 2 - 2     |
| 27.09 | 11:00 | España (ESP)    | -       | Países Bajos (NED)  | 1 - 2     |
| 27.09 | 16:30 | Argentina (ARG) | -       | Nueva Zelanda (NZL) | 7 - 1     |
| 27.09 | 18:30 | Australia (AUS) | -       | China (CHN)         | 5 - 1     |

- (¹) -  Hora local de Sídney (UTC+11)

### Fase final

#### Partido por el bronce
| Fecha | Hora¹ | Partido            | Partido | Partido      | Resultado |
| ----- | ----- | ------------------ | ------- | ------------ | --------- |
| 29.09 | 17:30 | Países Bajos (NED) | -       | España (ESP) | 2 - 0     |

#### Final
| Fecha | Hora¹ | Partido         | Partido | Partido         | Resultado |
| ----- | ----- | --------------- | ------- | --------------- | --------- |
| 29.09 | 20:00 | Australia (AUS) | -       | Argentina (ARG) | 3 - 1     |

- (¹) -  Hora local de Sídney (UTC+11)

## Medallero
| | | |
| Australia (AUS) Alyson Annan Juliet Haslam Alison Peek Claire Mitchell-Taverner Kate Starre Kate Allen Lisa Carruthers Rechelle Hawkes Clover Maitland Rachel Imison Angie Skirving Julie Towers Renita Farrell Jenny Morris Katrina Powell Nikki Hudson Entrenador/a Ric Charlesworth | Argentina (ARG) Mariela Antoniska Agustina García Magdalena Aicega María Paz Ferrari Anabel Gambero Ayelén Stepnik Inés Arrondo Luciana Aymar Vanina Oneto Jorgelina Rimoldi Karina Masotta Paola Vukojicic Laura Maiztegui Mercedes Margalot María de la Paz Hernández Cecilia Rognoni Entrenador/a Sergio Vigil | Países Bajos (NED) Julie Deiters Fatima Moreira de Melo Hanneke Smabers Dillianne van den Boogaard Margje Teeuwen Mijntje Donners Ageeth Boomgaardt Myrna Veenstra Minke Smabers Carole Thate Fleur van de Kieft Minke Booij Daphne Touw Entrenador/a Tom van 't Hek |